# Giovanbattista Venditti
Giovanbattista Venditti, född 27 mars 1990, är en rugby unionspelare från Italien. Hans nuvarande lag är Zebre Rugby.